# Service national de la pastorale liturgique et sacramentelle
Le Service national de la pastorale liturgique et sacramentelle (SNPLS), ou Centre national de pastorale liturgique (CNPL) avant 2007, est un service national de la conférence des évêques de France.
Le Service national de la pastorale liturgique et sacramentelle est responsable du calendrier liturgique de l'Église catholique en France.

## Directeurs
- en l'an 2000 : Philippe Gueudet
- 2007-2009 : Christian Portier
- 2009-2015 : Jacques Rideau
- 2015-2018 : Bruno Mary
- 2018-2024 : Bernadette Mélois